# Försvarets radioanstalt

Wappen der Försvarets radioanstalt

Die Försvarets radioanstalt (FRA; deutsch: „Funkeinrichtung für nationale Verteidigung“) ist ein schwedischer Nachrichtendienst zur Kommunikationsaufklärung. Organisiert ist er als eine unabhängige Sondereinheit des militärischen Geheimdienstes MUST. MUST stellt seine Kapazitäten auch anderen Diensten zur Verfügung und untersteht direkt dem schwedischen Verteidigungsministerium. Der Dienst wurde 1942 gegründet.
Kern der FRA bildet eine große Abhörstation mit angeschlossener Analyse- und Auswertungsabteilung, mit deren Hilfe sowohl militärische als auch zivile Nachrichten mittels funkelektronischer Überwachung gesammelt werden. FRA ist auch für die sichere militärische Kommunikation der Schwedischen Streitkräfte, sowie für kryptografische Aufgaben wie die (De-)Chiffrierung geheimer Nachrichten zuständig. Der Dienst arbeitet auch im Bereich der Radarüberwachung.

## Gesetzliche Verankerung und Kompetenzen
FRA gilt als nichtmilitärische Organisation des Verteidigungsministeriums. Die Finanzierung lag 2025 bei 2,86 Milliarden Schwedischen Kronen (ca. 260 Mio. Euro). Aufsichtsgremium ist die Militärische Geheimdienstkommission.
In die Kritik kam FRA, nachdem im schwedischen Reichstag am 18. Juni 2008 mit der Mehrheit der Mitte-rechts-Regierung von Ministerpräsident Fredrik Reinfeldt ein Ermächtigungsgesetz, Lag 2008:717 om signalspaning i försvarsunderrättelseverksamhet, verabschiedet wurde, die dem Dienst weitreichende Kompetenzen zur Inlandsspionage einräumen. Als Begründung für das Gesetz nannte die regierende bürgerliche Regierung die „Bedrohung von außen“ durch „internationalen Terrorismus“.
FRA darf seitdem ohne Richterbeschluss und verdachtsunabhängig den Inhalt der gesamten Kommunikation der schwedischen Bürger mit dem Ausland überwachen. Eingeschlossen ist die Kommunikation via E-Mail-, SMS-, Internet- und Fax, sowie die Sprachtelefonie. Seit Januar 2009 erfasst Försvarets radioanstalt nicht nur die Verbindungsdaten (wie bei der Deutschen Vorratsdatenspeicherung), sondern speichert und analysiert auch die Inhalte der Kommunikation. Da einige E-Mails beispielsweise auf dem Weg von Göteborg nach Sundsvall den halben Erdball umrunden können, ist nach Expertenansicht eine Trennung von Inlands- und Auslandskanälen ohnehin unmöglich. Das Gesetz stieß auf breiten Protest aus der Bevölkerung. Kritik an dem Gesetz kam selbst von „Nutznießern“: von der nationalen Polizeibehörde (Rikspolisstyrelsen), vom Inlandsgeheimdienst SÄPO, vom Justizministerium, von dem Anwalts- und dem Journalistenverband, von Zeitungsverlegern und durch den Telekommunikationskonzern TeliaSonera.

## Stationen

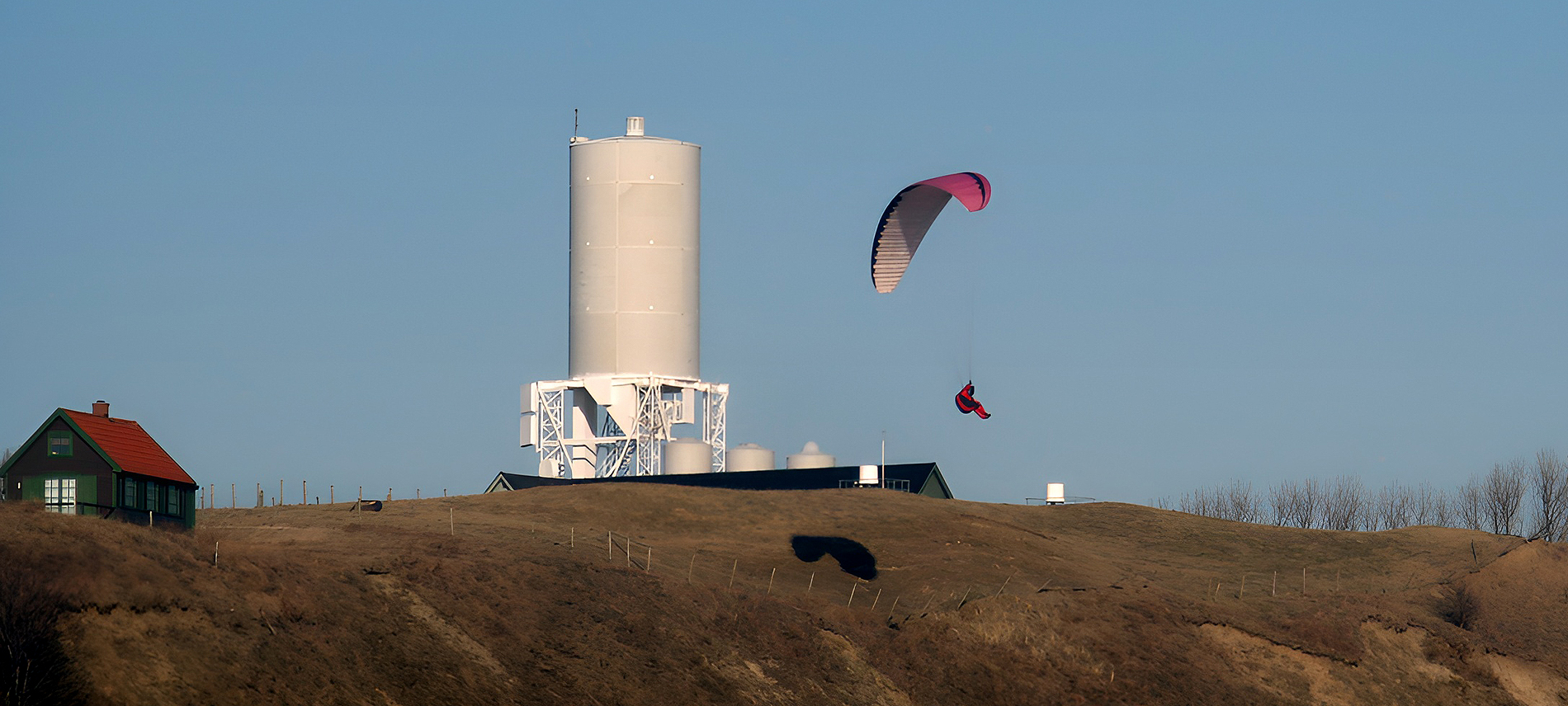
FRA-Anlage in Kåseberga, Skane

Zur SIGNIT-Aufklärung hat die FRA mehrere Standorte in Schweden.
Bekannt ist die FRA Station auf Gotland. Die Anlage wurde gegen Ende des Zweiten Weltkrieges eingerichtet und ist seitdem in Betrieb. Die Insel ist östlich dem Schwedischen Festland vorgelagert und deckt Ausbreitungstechnisch (siehe Wellenvektor) den Bereich der östlichen Ostsee, die Russische Föderation, das Baltikum und Osteuropa ab (ehemalige Warschauer-Pakt-Staaten). 1944 wurden die ersten Anlagen in einem Haus in Ljugarn eingerichtet. In den 1970er-Jahren zog die Station auf ein Gelände westlich des Ortes und baute die Satellitenüberwachung aus. Analysten arbeiten heute dort an der Auswertung von Kommunikation in Arabisch, Persisch und Albanisch. Die FRA ist ein großer Arbeitgeber auf der Insel.

## Datenweiterleitung an die NSA
Im Rahmen der Überwachungs- und Spionageaffäre 2013 wurde bekannt, dass der FRA Daten an die US-amerikanische National Security Agency und an das britische Government Communications Headquarters weitergeleitet hat.